# Lista de eventos no Estádio Beira-Rio
Desde a sua inauguração, em 1969, o Estádio Beira-Rio já sediou diversos eventos, principalmento os jogos do Sport Club Internacional como mandante.

## 1980
- Final da Copa Libertadores da América de 1980 (jogo de ida).

## 2005
- Final da Copa Libertadores da América de 2005 (jogo de ida) entre Atlético-PR e São Paulo Futebol Clube.

## 2006
- Final da Copa Libertadores da América de 2006 (Segundo jogo - Final).

## 2009
- Dia 17 de dezembro - Show do Centenário do SC Internacional com Ivete Sangalo, Zeca Pagodinho, Fafá de Belém, Nenhum de Nós, Monobloco e a banda Ataque Colorado[1][2]. Mais de 45 mil pessoas estiveram presentes[3].

## 2010
- Final da Copa Libertadores da América (Segundo Jogo - Finalíssima).
- Em 7 de dezembro de 2010, o Beira-Rio recebeu a exibição de um filme com o maior público, em uma mesma sessão, na história do cinema. O Beira-Rio recebeu 27.022 pessoas na projeção de “Absoluto – Internacional bicampeão da América”, documentário sobre o título conquistado pelo Inter, quatro meses antes. O feito recebeu certificação do Guinness, o Livro dos Recordes.[4][5]
- Show de Paul McCartney com o público de 50 mil pessoas.[6]

## 2011
- Final do Campeonato Gaúcho de Futebol (Primeiro Jogo).
- Final da Recopa Sulamericana (Segundo Jogo - Finalíssima).
- Show do cantor Justin Bieber.[7][8]

## 2012
- Final do Campeonato Gaúcho de Futebol (Segundo Jogo - Finalíssima).
- Show do músico Roger Waters.
- Palestras sobre o Plano Nacional de Segurança para a Copa de 2014 realizadas no Salão Nobre do Conselho Deliberativo no dia 26 de outubro.[9]